# NGC 934
NGC 934 في الفهرس العام الجديد، هي مجرة، تقع في كوكبة قيطس. اكتشفت في 1876 بواسطة فيلهلم تمبل.

## روابط خارجية
- NGC 934 على موقع ويكي سكاي: DSS2, SDSS, GALEX, IRAS, Hydrogen α, X-Ray, Astrophoto, Sky Map, Articles and images